# Влодава (станція, Білорусь)
Влодава (біл. Уладава) — станція Берестейського відділення Білоруської залізниці на лінії Берестя — Влодава — Холм між зупинним пунктом Комарівка та станцією Влодава у Польщі, але фактично станція тупикова, через зруйнований міст.

## Історія
У 1887 році почалося будівництво лінії Холм — Берестя через Володаву як ділянки Варшавсько-Тереспольської залізниці. Це сполучення мало насамперед військове значення, оскільки об'єднувало царські гарнізони в обох містах. В рамках інвестицій була прокладена одна траса лінії і побудовані залізничні мости на Угерці і на Бузі біля Володави. Володавський міст мав три прольоти загальною протяжністю 230 м. У міжвоєнний період зі станції Влодава в день курсували два пасажирських і вантажних поїзди до Любліна і в Любомль через Холм. Залізничний товарообіг включав в основному деревину у різній формі.
3 вересня 1939 року німецько-фашистська авіація завдавала удари по мостам і залізничній станції у Влодаві. Руйнування мостів і зміна кордонів після Другої світової війни призупинили зв'язок між м. Володава і залізничною станцією Влодава.